# Battaglia di Keramaia
La Battaglia di Keramaia fu un importante scontro navale avvenuto nel 746 nei pressi di Cipro tra la marina bizantina e la flotta egiziana del Califfato omayyade, che terminò con la vittoria bizantina.

## Battaglia
La battaglia è attestata dai cronisti bizantini Teofane Confessore e Niceforo, nonché da Anastasio Bibliotecario. Secondo le fonti, la flotta egiziana salpò da Alessandria per Cipro. Lo strategos del thema bizantino dei Cibirreoti riuscì a sorprendere gli Arabi e a bloccare l'accesso al porto di Keramaia. Di conseguenza, pressoché l'intera flotta araba, a dire di Teofane Confessore, con ovvia esagerazione, costituita da un migliaio di dromoni, mentre Anastasio Bibliotecario fornisce la cifra più plausibile di trenta vascelli, fu distrutta. Secondo quanto riportato testualmente da Teofane, "si narra che solo tre navi sfuggirono".

## Conseguenze
Tale disfatta militare ebbe una importanza fondamentale: dopo tale rovescio, le flotte egiziane non vengono più menzionate dalle fonti fino alla seconda metà del IX secolo, in seguito al Sacco di Damietta. A partire da E. W. Brooks, alcuni studiosi hanno sostenuto la tesi che nel corso di questo periodo la marina egiziana avesse cessato di esistere. Si tratta tuttavia di una ipotesi non corretta, in quanto le fonti arabe e copte attestano esplicitamente la presenza di un arsenale a Fustat oltre ad attività navali in Egitto nel corso del periodo in questione, anche se l'Egitto cessò di essere una importante base per le spedizioni navali contro Bisanzio nel secolo successivo alla battaglia di Keramaia.